# 何晓清
何曉清（英語：Rowena He Xiaoqing，1972年—）出生在中國廣州，是加拿大籍的历史学者，曾任香港中文大學歷史系副教授，是第一位在哈佛大学开设六四天安门历史与记忆研讨课的华裔学者。何晓清研究與教授近、當代中國歷史，包括八九民運、中华人民共和国人权等議題，哈佛商業評論現任主編、時代雜誌前任副編輯Ignatius形容她為「美国最有勇氣的学者之一」。

## 简历
出生於广东，在广东成长求学，1989年她以广州中学生身份参与了「省港大游行」。90年代末移民加拿大，分別於2002及2008年在多倫多大學完成碩士和博士學位。在博士以後十多年的研究、教学都环绕六四事件为主题。2008起在哈佛大学费正清中国研究中心研究，师从马若德(Roderick MacFarquhar)和历史学家戈德曼 ，2010年起在哈佛大学连续5年在哈佛大学为新生开设「天安门运动历史与记忆」课程，连三年获该校杰出教学证书。该课程内容包括在哈佛燕京图书馆阅读六四档案，例如镇压后的血衣、照片、学运过程、被坦克压成肉饼状的学生遗体。何因此获得许多海外学者及媒体赞誉，但也成为海外「爱国」青年的抨击对象。纽约时报、美国之音等外媒曾就中国大陆学生修习六四课程的心得与过程等问题专访何晓清。
何曉清於2014年出版《天安门流亡者：中国民主抗争的呼声》（英文：Tiananmen Exiles: Voices of the Struggle for Democracy in China），該著作被亞洲協會評為當年關於中國的五大書之一。余英時對該書的評價為：「这本新书以完美的方式唤醒并保存了一九八九年天安门运动的记忆。作者何晓清从传记和自传的角度把心理文化分析结合在一起，独创性地从历史的角度重构整个运动，不仅解读了过去，阐释了当下，还探视了抵抗极权专制不息的抗争在中国的前景。书里的故事感人至深，一卷在手，很难放下，直到读到书的最后一句话。」
2023年10月，何曉清接獲入境處通知，工作簽證延長逗留期限申請不獲批，同時遭中文大學「即時解僱」。她接受《明報》訪問時表示對此心情複雜，並透露申請簽證續期時，曾被入境處查詢過往在哈佛大學和普林斯頓高等研究院從事的工作及機構資金來源等。政府在深夜發表聲明，不點名就一宗簽證申請形容為“不評論個別個案，申請人必須符合一般入境規定，包括入境不會對本港構成保安或刑事問題”。而校方表示簽證決定由入境處負責，大學無法影響簽證結果，也不了解個別案件情况，不會就此個案進一步評論。